# 1476年
| 千纪： | 2千纪 |
| 世纪： | 14世纪 \| 15世纪 \| 16世纪                                                                                 |
| 年代： | 1440年代 \| 1450年代 \| 1460年代 \| 1470年代 \| 1480年代 \| 1490年代 \| 1500年代                           |
| 年份： | 1471年 \| 1472年 \| 1473年 \| 1474年 \| 1475年 \| 1476年 \| 1477年 \| 1478年 \| 1479年 \| 1480年 \| 1481年 |
| 纪年： | 丙申年（猴年）；明成化十二年；越南洪德七年；日本文明八年                                                   |

## 大事记
- 伊凡三世拒絕向金帳汗國交納年貢。
- 印加帝國薩帕·印卡圖帕克·印卡·尤潘基征服奇穆王國，佔領祕魯的南部海岸。
- 加萊亞佐·馬里亞·斯福爾紮遭暗殺身亡，其子吉安·加萊亞佐·斯福爾紮幼年繼位，加萊亞佐·馬里亞·斯福爾紮的五弟盧多維科·斯福爾扎篡奪了攝政實權。

## 出生
- 7月22日，明睿宗朱祐杬，明宪宗第四子，明世宗之父。

## 逝世
- 12月——弗拉德三世，瓦拉几亚大公，后来欧洲吸血鬼的原形（1431年出生）
- 12月26日——加萊亞佐·馬里亞·斯福爾紮，斯福爾紮家族出身，於1466年-1476年擔任米蘭公爵，以殘忍的暴君著稱。